# 印第安湖莊園 (加利福尼亞州)
印第安湖莊園（英語：Indian Lakes Estates）是位於美國加利福尼亞州馬德拉縣的一個非建制地區。該地的面積和人口皆未知。

## 地理
印第安湖莊園的座標為37°12′40″N 119°40′49″W / 37.21111°N 119.68028°W，而該地的平均海拔高度為685米（即2247英尺）。